# Wiktor Pietrzyk
Wiktor Pietrzyk (ur. 18 lutego 1946 w Ludwinowie, zm. 2 października 2012) – profesor nauk rolniczych, polski specjalista z dziedziny elektrodynamiki technicznej oraz maszyn elektrycznych. Dziekan Wydziału Elektrycznego Politechniki Lubelskiej w latach 1996-1999.

## Życiorys
Wiktor Pietrzyk był absolwentem Politechniki Szczecińskiej, Wydział Elektryczny (1971). Stopień doktora uzyskał na Politechnice Szczecińskiej w roku 1977 na podstawie rozprawy pt. Pole elektromagnetyczne w szczelinie silnika asynchronicznego z uwzględnieniem mimośrodowości stojana i wirnika, a habilitację w Instytucie Budownictwa, Mechanizacji i Elektryfikacji Rolnictwa w roku 1985.
W latach 1971–1973 pracował na stanowisku samodzielnego konstruktora w WSK Świdnik. Od roku 1973 pracował w Akademii Rolniczej w Lublinie (dzisiejszy Uniwersytet Przyrodniczy w Lublinie), na Wydziale Techniki Rolniczej. Piastował tam, różne stanowiska, m.in. dyrektora Instytutu Podstaw Techniki. Na Akademii Rolniczej pracował do roku 1991, w tym samym roku rozpoczął pracę na Politechnice Lubelskiej, na Wydziale Elektrycznym. W latach 1996–1999 pełnił obowiązki dziekana tego Wydziału.
Wiktor Pietrzyk opublikował około 140 prac naukowych. Został odznaczony Złotym Krzyżem Zasługi (2002).